# Palicourea heilbornii
Palicourea heilbornii är en måreväxtart som beskrevs av Paul Carpenter Standley. Palicourea heilbornii ingår i släktet Palicourea och familjen måreväxter. IUCN kategoriserar arten globalt som starkt hotad. Inga underarter finns listade i Catalogue of Life.